# Luisito
Luisito es una película en blanco y negro de Argentina dirigida por Luis César Amadori sobre su propio guion según una idea de Florencio Parravicini que se estrenó el 24 de mayo de 1943 y que tuvo como protagonistas a Paulina Singerman, Santiago Arrieta, Adrián Cúneo y Julio Renato.

## Sinopsis
Para evitar que su amado se case por interés con otra mujer una joven se hará pasar por su secretario.

## Reparto
- Paulina Singerman
- Santiago Arrieta
- Adrián Cúneo
- Julio Renato
- Sara Olmos
- Enrique Chaico
- Liana Moabro
- Arturo Bamio
- Warly Ceriani
- Max Citelli
- Santiago Rebull
- Elisa Labardén

## Comentarios
Para Manrupe y Portela es un filme bastante pasable de Amadori y bastante bueno de Singerman. Por su parte, Calki en su crítica escribió que la película:

”pone en juego la versatilidad de Paulina Singerman …encarna tres papeles distintos …en un eficaz esfuerzo interpretativo.”

Roland opinó que:

”Amadori lo que hará un estudiado sentido plástico en las oficinas iniciales, ayudado por la excelente fotografía de Etchebehere.”